# Gilino
Gilino – wieś sołecka w Polsce położona w zachodniej części województwa mazowieckiego, w powiecie płockim, w gminie Bielsk. Wieś położona jest przy drodze nr 60 (Łęczyca – Płock – Ciechanów – Ostrów Mazowiecka) i znajduje się w odległości 15 km na północ od Płocka, 2 km na południe od Bielska.
W latach 1975–1998 miejscowość administracyjnie należała do województwa płockiego.

## Historia
Według "Spisu obywateli ziemskich guberni płockiej z roku 1909" wieś leżała w dobrach ziemskich należących do Piotra Waldemara Tytusa Piwnickiego. W latach 30. XX w. wieś należała do Zygmunta Leona Gorzechowskiego.
Obecna wieś powstała z połączenia trzech mniejszych: Gilino Wieś, Gilino Kolonia i Gilino Piączyn. Mniej więcej do II wojny światowej we wsi stał duży dwór, zbudowany z czerwonej cegły. Przy dworze był sad, podwórze, czworaki i kuźnia. W czasie wojny dwór został zniszczony. Do dzisiaj zachowały się tylko czworaki (zamieszkane) i ruiny kuźni. Ruiny dworu zostały rozebrane. Z cegieł z jego rozbiórki dobudowano salę gimnastyczną do szkoły podstawowej w Bielsku. 
W latach 90. XX wieku na terenie wsi, w pobliżu lasu, znaleziono pokłady ropy naftowej. Po przeprowadzeniu odwiertów próbnych okazało się, że pokłady ropy są zbyt małe i nie jest opłacalne ich wydobycie.
1 stycznia 2003 będące dotychczasowymi częściami wsi Nowa Wieś i Stara Wieś zostały zlikwidowane jako osobne miejscowości.

## Osobliwości przyrodnicze
- rzeka Sierpienica
- dąb - pomnik przyrody
- chroniony teren zabagniony o powierzchni 0,32 ha
- dziki staw rybny

## Rolnictwo
Uprawia się głównie zboża, ziemniaki, buraki cukrowe i kukurydzę. Hoduje się trzodę chlewną, bydło domowe i drób. Obszar pól uprawnych przeplatają liczne łąki i pastwiska. Na wschodnich obrzeżach wsi dominuje las, bogaty w dziką faunę i florę.